# Globulin
Globulíni (novolatinsko globulus - okrogel, zaokrožen) so beljakovine iz skupine globularnih beljakovin, ki so rahlo kisle. Nasplošno se ne topijo v vodi, topijo pa se v raztopinah nevtralnih soli (npr. 5% NaCl(aq)). Z raztopino amonijevega sulfata (VI) jih lahko reverzibilno oborimo.
Globulini so najbolj razširjena skupina proteinov (beljakovin), saj so sestavni del rezervnih beljakovin stročnic in žitaric. V krvnem serumu se pojavljajo kot serumski globulini, v različnih tkivih kot celični globulini, v mleku kot laktoglobulini in v jajcih pa kot ovaloglobulini.
Globuline v krvnem serumu delimo na 4 vrste:
- alfaglobulini - α1
- alfaglobulini - α2
- betaglobulini (β)
- gamaglobulini (γ)

Funkcija serumskih globulinov v človeškem telesu zajema specifične transportne naloge, kot je prenašanje bakra, maščob, tiroksina in železa, posebna skupina gamaglobulinov, imunoglobulini, pa delujejo kot protitelesa.